# Ce Acatl Topiltzin
Ce Acatl Topiltzin (ur. ok. 947 w Tuli) – król-kapłan Tolteków w latach 977-999 n.e.; wstępując na tron przybrał imię Quetzalcoatl.
Według przekazu kronikarzy miał białą skórę, jasne włosy, szerokie czoło i duże oczy, był wysoki i dobrze zbudowany. Próbował przekonać swych rodaków by zaniechali składania ofiar z ludzi, jednak wojownicze grupy buntowały się. Wygnany dotarł do odległego o 180 km od Tuli miasta Choluli, gdzie rządził przez dwadzieścia lat po czym odszedł kierując się do mitycznego królestwa Tlapallan. Zapewnił, że pewnego dnia powróci, aby pocieszyć wiernych. Im więcej lat upływało od odejścia świętego kapłana-władcy, tym bardziej jego postać była utożsamiana z bogiem o tym samym imieniu.
Według Azteków Ce Acatl Topiltzin był prototypem pobożnego pokutnika składającego bogom w ofierze swoją krew. 

## Życiorys

### Pochodzenie i młodość
Gdy Ce Acatl Topiltzin pomagał ojcu w wyprawach wojennych, wujowie planowali zamach na jego ojca. Po zabiciu Mixcoatla, Ce Acatl pogrążył się w rozpaczy, a pewien sęp przekazał mu miejsce, gdzie zakopano ciało zabitego. Syn pochował Węża Chmur na miejscu zwanym Górą Mixcoatla. Na owym wzniesieniu wujowie Ce Acatla rozkazali złożyć mu ofiarę z wilka, jaguara i orła. Zamiast to zrobić, młodzieniec naradził się z bestiami, by zabiły wujów. W ten sposób Ce Acatl dokonał na krewniakach w świątyni zemsty za zamordowanie ojca, jemu to dedykując owe sanktuarium uświęcone krwią zabójców.

### Władca Tuli i rozkwit miasta
Po pomszczeniu Węża Chmur, Ce Acatl dokonał podbojów licznych ziem i osiadł w założonym przez siebie ośrodku w Tuli (j. nahuatl- Tollan). Poddani królestwa żyli w dobrobycie, a ziemia sama rodziła obficie ogromne kolby kukurydzy, fasolę, kakao i inne płody rolne, a także naturalnie wielobarwną bawełnę. Król-kapłan wzniósł kilka pałaców z drogocennych kamieni i muszli. Nie pokazywał się ludowi, przebywając w zaciszu pałaców i pokutując przez post oraz ofiary z własnej krwi oraz z węży, ptaków i motyli. O północy z kolei miał oddawać się rytualnym kąpielom w źródle Xippacoyan. Ponoć był w stanie rozmawiać z samym Stwórcą, Panem Dwoistości- Ometeotlem, ponieważ głos Ce Acatla docierał do Miejsca Dwoistości. Alfonso Caso wskazuje na cechy boga Quetzalcoatla i jego imiennika, króla-kapłana, jako dobroczyńcy ludzkości i boga życia. Ce Acatl nauczył ludzi sztuki polerowania kamieni szlachetnych, przędzenia ubrań z kolorowej bawełny, tworzenia mozaik z piór np. kwezala i kolibra. Nauczał również o mierzeniu czasu, astronomii oraz ruchach gwiazd. Stworzył także kalendarz, ustalił dni na określone modlitwy i ofiary oraz opracował ceremonie.